# Cod SIL
Codurile SIL sunt coduri folosite de organizația SIL International (la origine Summer Institute of Linguistics) pentru a identifica peste 6.800 limbi vorbite pe glob. Codurile SIL sunt formate din câte trei litere. De exemplu, codul pentru limba română este RUM.
Activitatea SIL International, baza de date referitoare la toate aceste limbi și codurile SIL sunt disponibile pe situl Ethnologue.com.